# Собор Александра Невского (Новосибирск)
Собор святого благоверного князя Александра Невского — православный храм в Новосибирске, построенный как памятник устроителю Великого Сибирского пути императору Александру III. Одно из первых каменных зданий города. Принадлежит к Новосибирской епархии Русской православной церкви.

## История

### Строительство собора
В 1895 году жители Новониколаевска обратились к Томскому епископу Макарию (Невскому) с ходатайством о постройке в городе храма во имя благоверного князя Александра Невского. Благословение было получено, образовали комитет, который возглавил начальник строительства Среднесибирского участка железной дороги инженер Николай Меженинов. Был организован сбор пожертвований. В декабре 1895 года был освящён временный деревянный молитвенный дом, сборы которого указом консистории должны были поступать в комитет по постройке храма.
Строительство велось в 1897—1899 годах.

«До сих пор неясен вопрос, кто же был автором проекта собора Александра Невского. Одни считают, что это архитектор-художник К. Лыгин, занимавший должность архитектора при управлении Средне-Сибирской железной дороги. Другие автором проекта называют Николая Соловьева. Третьи уверяют, что это были архитекторы Косяков и Пруссак. Но все единогласны в одном — за основу этого здания был взят храм Божией Матери в Петербурге в формах „византийского стиля“».

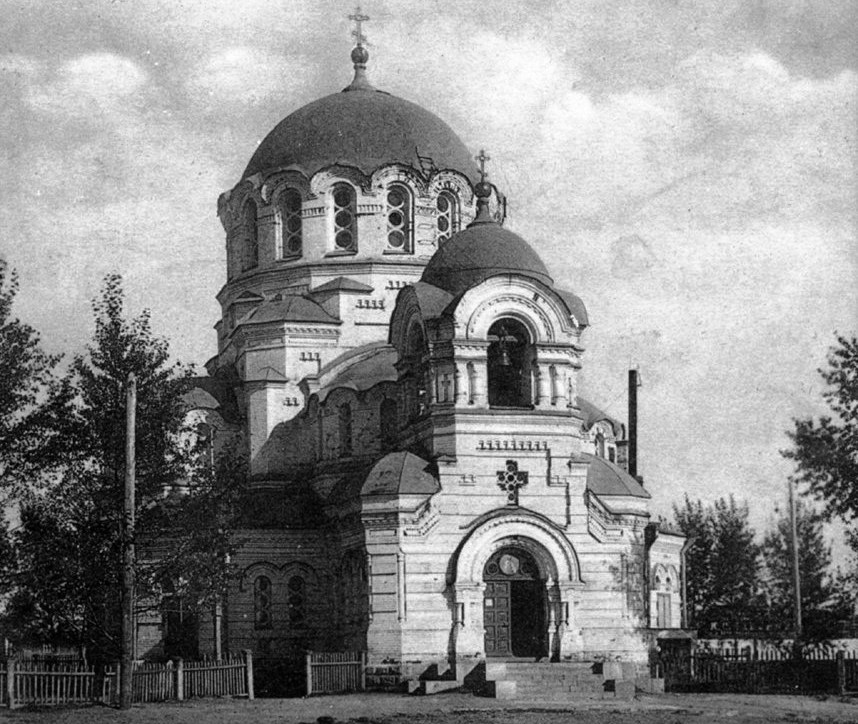
Собор в начале XX века

Руководителем строительных работ стал Николай Тихомиров. 15 мая 1897 года состоялась закладка храма, к концу 1898 года завершили кладку стен. Собор был освящён 29 декабря 1899 года епископом Томским и Барнаульским Макарием. 1 и 29 декабря 1904 года состоялось освящение боковых приделов во имя Николая Чудотворца и во имя великомученика Георгия Победоносца. В феврале 1910 года храм стал центром благочиния новониколаевских церквей, а в 1915 году храм получил статус собора.
Храм был построен как памятник устроителю Великого Сибирского пути императору Александру III. Ввиду этого, большое значение строительству придавала царская семья, которая безвозмездно предоставила земельный участок, выделила дополнительные средства, подарила иконы и церковную утварь (на строительство храма было пожертвовано 5 000 рублей, на изготовление иконостаса 6 500 рублей; также в храм были пожертвованы священническое и диаконское облачения, изготовленные из золотой парчи, покрывавшей гроб великого князя Георгия Александровича).

### Закрытие собора
В 1920-е — 1930-е годы собор принадлежал обновленцам. Закрыт в 1937 году, после ареста 30 сентября того же года обновленческого митрополита Западно-Сибирского Александра (Введенского). Предпринимались попытки взорвать здание, но были разрушены только перегородки. В 1940-е годы в здании собора размещался проектный институт «Промстройпроект». В 1957 году в нём разместилась Западно-Сибирская студия кинохроники (находилась в здании вплоть до апреля 1984 года). В частности, здесь выпускался известный киножурнал «Сибирь на экране», документальные фильмы. За эти годы в соборе была полностью уничтожена роспись, устроены дополнительные перекрытия (образовалось три этажа, в куполе была сделана комната).
В 1971 году при работах по прокладке кабеля рядом с собором была найдена могила его строителя Николая Тихомирова. Его останки перенесли на Заельцовское кладбище Новосибирска.
В 1984 году здание передали Новосибирской филармонии. Был разработан проект его реставрации и переоборудования для устройства в нём концертного зала для камерного хора (включал в себя постройку дополнительного подземного яруса). В 1988 году планировалось приступить к началу работ, но благодаря вмешательству общественности началась кампания за возвращение собора Русской православной церкви.

### Восстановление собора
Движение за возвращение собора церкви развернулось в 1988 году, в год празднования 1000-летия Крещения Руси. Активное участие в нём принял митрополит Новосибирский и Барнаульский Гедеон (Докукин). 25 августа 1989 года Новосибирский городской совет передал храм церкви. 15 мая 1991 года собор был освящён Патриархом Московским и всея Руси Алексием II.
К моменту возвращения здание находилось в плачевном состоянии. Колокольня была взорвана, внутренняя планировка собора сильно изменена (было оборудовано 3 этажа внутренних помещений). Иконы, церковная утварь и колокола были изъяты, настенные росписи и иконостас полностью уничтожены. Наружные стены самого здания были изношены, так как долгое время не подвергались ремонту. Покрытие куполов пришло в негодность и во многих местах прогнило. Снаружи к зданию храма были пристроены различные хозяйственные и подсобные помещения.

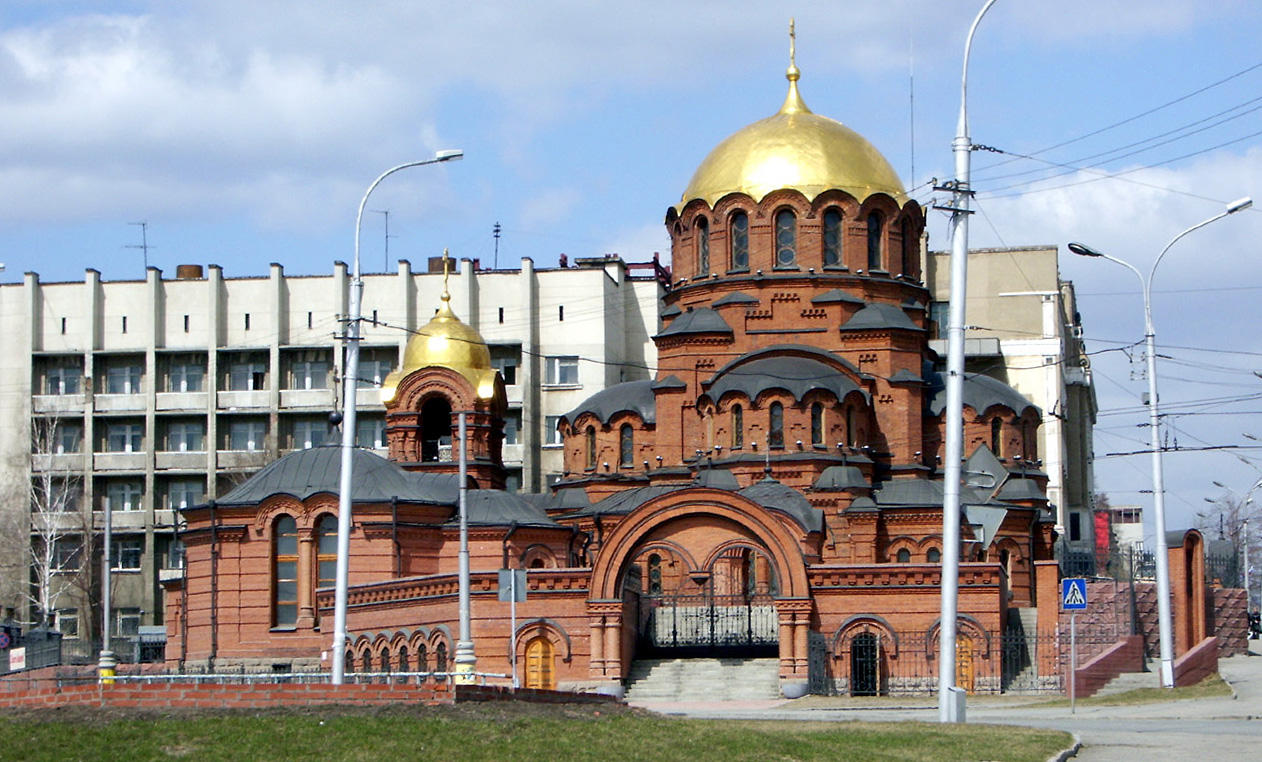
Собор в 2006 году

Сразу после передачи собора церкви начались восстановительные работы. Колокольня была вновь отстроена, купола храма перекрыты, обновлены поврежденные и пришедшие в негодность фрагменты внешних стен, восстановлена внутренняя планировка и заново отштукатурены внутренние стены храма.
Был частично отреставрирован иконостас, восстановление которого продолжается в настоящее время, заново закуплена необходимая для совершения богослужения церковная утварь. В середине 2000-х годов были завершены работы по внутренней росписи храма и обустройству иконостаса, которые осуществлялись за счет средств прихода.
Рядом с собором возведён небольшой кирпичный крестильный храм во имя Иоанна Предтечи, который располагает купелью для совершения таинства крещения полным погружением.

### Памятник Николаю II и цесаревичу
16 июля 2017 года у Южных врат Александро-Невского собора был открыт памятник Николаю II и цесаревичу Алексею. Скульптурная композиция представляет собой стоящих вместе императора и цесаревича Алексея, отец приобнимает сына, оба смотрят вперед; высота фигуры Николая II составляет 3,6 метра, фигуры цесаревича — 2,7 метра. Открытие памятника было приурочено к 99-й годовщине расстрела царской семьи. Памятник был установлен без согласования с властями, что вызывало неоднозначную реакцию в городском сообществе, многие общественные деятели высказались против установки памятника; особое возмущение вызвало то обстоятельство, что памятник был установлен без какого-либо предварительного общественного обсуждения. В ночь на 1 августа того же года в отношении памятника был совершен акт вандализма — у фигуры цесаревича была повреждена голова. В течение месяца реставрация памятника была завершена. Повторное открытие и освящение состоялось 18 сентября 2017 года.

## Жизнь прихода
Ныне в соборе ежедневно совершаются богослужения, прихожанами активно ведется миссионерская и благотворительная деятельность. При соборе действуют православное братство и православное сестринство, которые занимаются благотворительной и просветительской работой. Также в храме работает центр по борьбе с сектами.

## Святыни храма

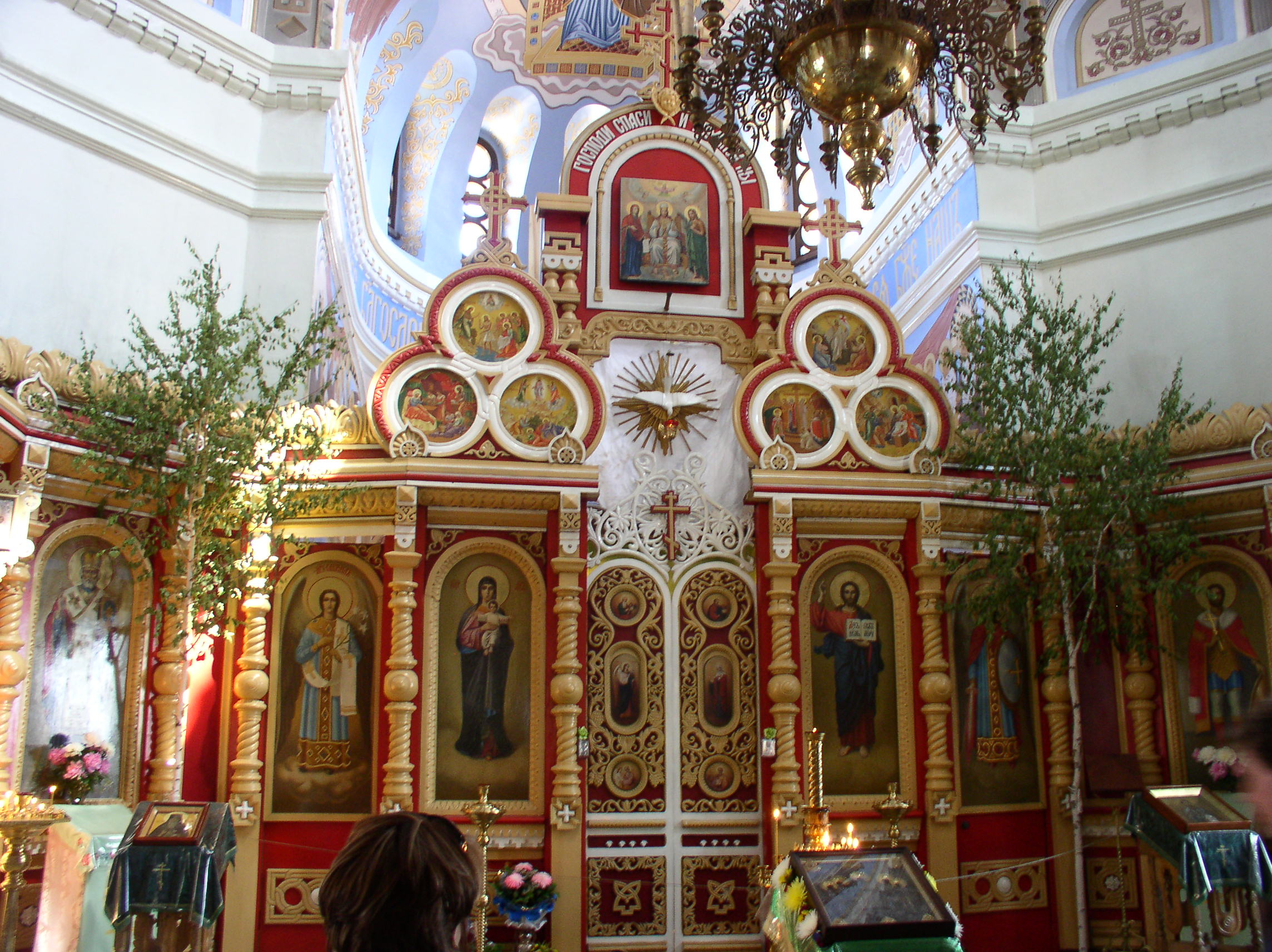
Иконостас собора (справа на аналое икона с частицей мощей и схимы Александра Невского)

- Храмовая икона с частицей мощей и частью схимы святого благоверного и великого князя Александра Невского (расположена в иконостасе левого придела);
- Икона с частицей мощей святого преподобного старца Амвросия Оптинского (расположена в левом приделе храма);
- Икона с частицей мощей святого праведного Симеона Верхотурского (расположена в левом приделе храма);
- Икона с частицей мощей святого праведного Феодора Кузмича, старца Томского (расположена в левом приделе храма);
- Ковчег с частичками мощей многих святых (в алтаре);
- Ковчег с частичками мощей Киево-Печерских святых (расположен в левом приделе храма);
- Чтимая икона Божией Матери, именуемой «Иверская» (расположена в иконостасе правого придела).
- Частица мощей преподобного Стефана Пиперского-Сербского (находится в алтаре)

На территории храма был похоронен его строитель Н. М. Тихомиров, но в 1971 году его останки были перенесены на Заельцовское кладбище.